# Loxotephria olivacea
Loxotephria olivacea är en fjärilsart som beskrevs av W. Warren 1905. Loxotephria olivacea ingår i släktet Loxotephria och familjen mätare. Inga underarter finns listade i Catalogue of Life.